# Постачальник «останньої надії»
Постачальник «останньої надії» — це постачальник, який за певних обставин не має права відмовити в укладенні договору постачання природного газу або електроенергії на обмежений проміжок часу.

## Постачальник електроенергії «останньої надії»
Постачальник електроенергії «останньої надії» — це визначений законом електропостачальник, який за обставин, встановлених Законом України «Про ринок електричної енергії» від 13 квітня 2017 року № 2019-VIII (далі — Закон № 2019), не має права відмовити споживачеві в укладенні договору про постачання електричної енергії на лімітований відрізок часу.
Постачальником останньої надії електроенергії 2024 року є Державне підприємство зовнішньоекономічної діяльності «Укрінтеренерго». КМУ розпорядженням № 1004-р від 27 жовтня 2023 року вніс зміни до свого розпорядження № 1023-р, тим самим продовживши строк виконання ДПЗД «Укрінтеренерго» обов'язків постачальника останньої надії до 30 червня 2024 року.
ПОН постачає електроенергію винятково не більше 90 днів. Після завершення цього строку ПОН припиняє постачання.
Закон № 2019 забороняє ПОН за будь-яких обставин здійснювати постачання електричної енергії споживачам понад 90 днів.

## Постачальник газу «останньої надії»
Постачальник природного газу «останньої надії» — це постачальник, визначений КМУ, що не має права відмовити в укладенні договору про постачання природного газу на законодавчо обмежений проміжок часу.
Такий постачальник визначається на конкурсних засадах. Порядок проведення конкурсу встановлює постанова КМУ № 809 від 30 вересня 2015 року.
Розпорядження КМУ № 793-р від 12 вересня 2023 року, відповідно до четвертого абзацу першої частини 15-ї статті Закону України «Про ринок природного газу» визначає ТОВ Газопостачальна компанія «Нафтогаз України» постачальником «останньої надії» на період воєнного стану та протягом шести місяців після його припинення або скасування без проведення конкурсу.
Постачальник «останньої надії» природного газу здійснює постачання на основі типового договору, затвердженого постановою НКРЕКП № 2501 від 30 вересня 2015 року. Цей документ є публічним, а передбачені ним умови — однакові для кожного споживача.